# Pécsi Galéria
A Pécsi Galéria kifejezés (PGGM - Pécsi Galéria és Grafikai Műhely) a Baranya vármegyei székhely első, kortárs művészeteket bemutató kiállítótermre utal, mely 1977 óta működik. Ma már több galériát foglal magéban az intézmény: Pécsi Galéria, Pincegaléria és Pécsi Kisgaléria. A három kiállítóhely az intézményi feltételek és lehetőségek szerint elkülönül koncepciójukban. Az intézmény Magyarországon szoros kapcsolatban áll más városok (Miskolc, Szombathely, Kaposvár, Győr, Székesfehérvár stb.) galériáival, múzeumaival.

## Nagy Galéria
A Pécs M.J. Város Tanácsa Művelődési Osztálya 1977-ben a Színház téri Hírlap - olvasóban létrehozta a város első, kortárs művészetet bemutató kiállítótermét. 1979-ben átadták a Széchenyi téri kiállítótermet, így 1981. december 31-ig két helyszínen rendeztek tárlatot. 1984-ben a Pécsi Kisgaléria megnyitásával új helyszínnel s hozzá megfelelő színvonalú irodával, raktárakkal bővült az intézmény. 1991-től részben, végül 1997-től önálló intézményként működik.
A Pécsi Galéria és Grafikai Műhely az ország és Európa számos országában szervez, bonyolít le bemutatókat. Tematikus kiállításai (Nő/Woman , Rajz/Drawing, Vonal/Line, A természet/ The nature stb.), az alkalmazott grafikai (Plakátok/Posters) tárlatai, építészeti és design kiállításai, országos és nemzetközi hírnevet biztosítottak. A Galéria programjában szereplők a Kortárs Művészet rangos képviselői, a nemzetközi kiállítások mindig jelentős és hosszan tartó kulturális kapcsolatot eredményeztek. A galériában évente 20-22 kiállítást rendeznek. A galériához tartozik a Pécsi Kisgaléria is.
Az intézmény elsősorban kortárs képző-, ipar-, fotó- és építőművészeti kiállításoknak ad helyet. A pécsi művészek egyéni és csoportos tárlatai és a hazai művészeti élet legjobbjainak egyéni, csoportos kiállításai egyaránt bemutatásra kerülnek. Ezen kívül tematikus, hazai és nemzetközi kiállítások, a kortárs hazai és nemzetközi művészeti áramlatok, irányzatok bemutatói, az alkalmazott művészet, a technológiák és a design változásait bemutató kiállítások, új, multimédiás technikák, performance-ok, videók, kísérleti filmek is helyet kapnak. A Galéria a Széchenyi téri kiállító teremben minden évben lehetőséget biztosít a Pécsi Tudományegyetem Művészeti Karán végzettek, valamint a DLA képzésben záróvizsgájukat tevők részére, hogy méltó körülmények között adjanak számot elért tudásukról a város a régió felé.

## Pécsi Kisgaléria
A Kisgaléria inkább azon pécsi művészek részére biztosít lehetőséget, akik megfelelő művészi színvonalú munkával rendelkeznek ugyan, de alkotásaik jellege, nagysága, szemlélete a Kisgaléria keretein belül kamara jellegű kiállításban teljesedhet ki. A pécsi alkotók közül sokan, kevésbé termékenyek, de igénylik azt, hogy 5 - 6 évenként számot adjanak tudásukról. Ugyanezen a helyszínen kapnak lehetőséget azok a magyar és külföldi művészek, akik valamilyen sajátos, egyéni koncepcióval, valami új stílussal, technikával jelentkeznek s a kiállításuk terjedelme miatt egy nagyobb helyszínen nem lenne bemutatható. A Kisgalériában szokás karácsonyi ünnepekhez kapcsolódóan képzőművészeti vásárokat, eladási akciókat tartsunk.

## Pincegaléria
A Nagy Galéria Pincegalériájában a feltételeket kialakítva olyan kiállításokra van lehetőség, melyek egy művészeti kísérlet, egy technikai lehetőség kipróbálása során számot adnak az alkotó elképzeléseiről.

## Külső hivatkozások
- A Pécsi Galéria hivatalos honlapja
- A Pécsi Galéria régi honlapja